# Grand’Combe-des-Bois
Grand’Combe-des-Bois település Franciaországban, Doubs megyében. Lakosainak száma 122 fő (2022. január 1.). Grand’Combe-des-Bois Le Russey, Bonnétage és Villers-le-Lac községekkel határos.

## Népesség
A település népességének változása:
| Lakosok száma | 150  | 100  | 75   | 98   | 135  | 137  | 133  | 125  | 123  | 122  |
|               | 1968 | 1982 | 1990 | 2006 | 2013 | 2015 | 2017 | 2019 | 2020 | 2022 |